# 菅谷優
菅谷 優（すがや まさる、1990年5月21日 - ）は、日本の元ラグビー選手。現在ジャパンラグビーリーグワン横浜キヤノンイーグルスの採用担当を務めている。

## プロフィール
- 東京都足立区出身。
- ポジションはウィング(WTB)、フルバック(FB)。
- 身長 173 cm、体重 83 kg
- ニックネームはまさる。
- 学生時代、50mで5.8秒を出した[1]。
- 7人制日本代表に選ばれたことがある[2]。

## 略歴
高校からラグビーを始めた。
2009年、柏日体高校卒業後、帝京大学に入る。なお柏日体高校時代、チームの主将を務めた。
2013年、帝京大学卒業後、キヤノンイーグルスに加入。
2014年12月28日に行われたジャパンラグビートップリーグ2ndステージ第5節の東芝ブレイブルーパス戦に途中出場で公式戦初出場を果たす。
2017年、清水建設ブルーシャークスに加入。